# 호세 콘트레라스
호세 아리엘 콘트레라스 카메호(스페인어: José Ariel Contreras Camejo, 1971년 12월 6일~)는 쿠바의 야구인이다. 1990년대 후반부터 2000년대 초반에 쿠바 야구 국가대표팀에서 활동했으며 메이저 리그 베이스볼와 중화 직업봉구 대연맹에서 활동했다.

## 국가대표 경력
시드니 올림픽 야구 경기에서 2완봉승을 기록했다.

## 메이저 리그 경력
시카고 화이트삭스 소속 시절인 2005년 당시 존 갈랜드, 마크 벌리와 함께 강력한 선발을 이끌면서 월드시리즈 우승에 공헌하였다. 쿠바선수 특유의 파워로 타자들을 압도하면서 2006년에도 활약을 하며 뉴욕 양키스에서 트레이드가 유용했음을 입증하였다.

## 같이 보기
- 올림픽 야구 메달리스트 목록